# Gran Premio Nuvolari
Der Gran Premio Nuvolari (deutsch: Großer Preis Nuvolari) war ein Automobilrennen auf öffentlichen Straßen, das in den Jahren 1954 bis 1957 im Norden Italiens gestartet wurde. Seit 1991 findet wieder unter demselben Namen eine Oldtimer-Veranstaltung statt. 

## Historischer Gran Premio Nuvolari, 1954 bis 1957
Der plötzliche Tod des italienischen Ausnahme-Rennfahrers Tazio Nuvolari am 11. August 1953 löste in der gesamten Motorsportwelt Betroffenheit aus, so auch bei den Veranstaltern des 1000-Meilen-Rennens Mille Miglia, Renzo Castagneto, Aymo Maggi und Giovanni Canestrini. Diese hatten zusammen mit Franco Mazzotti, der im Zweiten Weltkrieg starb, das sogenannte „schönste Rennen der Welt“ initiiert und umgesetzt.
Im Gedenken an Nuvolari entstand der Gran Premio Nuvolari, ein Straßenrennen, das durch die Po-Ebene durch Cremona über Mantua bis zum Ziel in Brescia führte.
Im Jahr 1955 absolvierte der britische Rennfahrer Stirling Moss mit seinem Navigator Denis Jenkinson im Mercedes-Benz 300 SLR mit der Startnummer 722 den Gran Premio Nuvolari in nur 39 Minuten und 54 Sekunden mit einer Durchschnittsgeschwindigkeit von 198,496 km/h. 
Gleichzeitig mit dem Verbot des Straßenrennens nach dem Unfall Alfonso de Portagos mit insgesamt elf Toten bei der Mille Miglia 1957 durch die italienische Regierung wurde auch der Gran Premio Nuvolari verboten und geriet deshalb in Vergessenheit.

### Ergebnisse
| Jahr | Sieger                                                        | Zweiter                                                     | Dritter                                                             |
| ---- | ------------------------------------------------------------- | ----------------------------------------------------------- | ------------------------------------------------------------------- |
| 1954 | Alberto Ascari (Lancia D24 Pinin Farina)                      | Vittorio Marzotto (Ferrari 500 Mondial Scaglietti)          | Luigi Musso / Augusto Zocca (Maserati A6GCS/53)                     |
| 1955 | Stirling Moss / Denis Jenkinson (Mercedes-Benz 300 SLR)       | Juan Manuel Fangio (Mercedes-Benz 300 SLR)                  | Umberto Maglioli / Luciano Monteferrario (Ferrari 118LM Scaglietti) |
| 1956 | Eugenio Castellotti (Ferrari 290 MM Scaglietti)               | Wolfgang Seidel / Helm Glöckler (Mercedes-Benz 300 SL)      | Olivier Gendebien / Jaques Washer (Ferrari 250 GT Scaglietti)       |
| 1957 | Olivier Gendebien / Jaques Washer (Ferrari 250 GT Scaglietti) | Wolfgang Graf Berghe von Trips (Ferrari 315 S Pinin Farina) | Piero Taruffi (Ferrari 315 S Pinin Farina)                          |

## Neuer Gran Premio Nuvolari, seit 1991

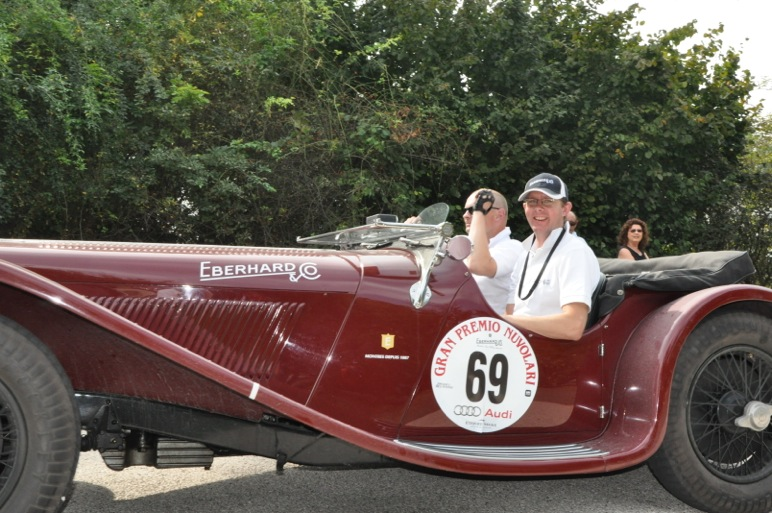
Jaguar SS100 GPN

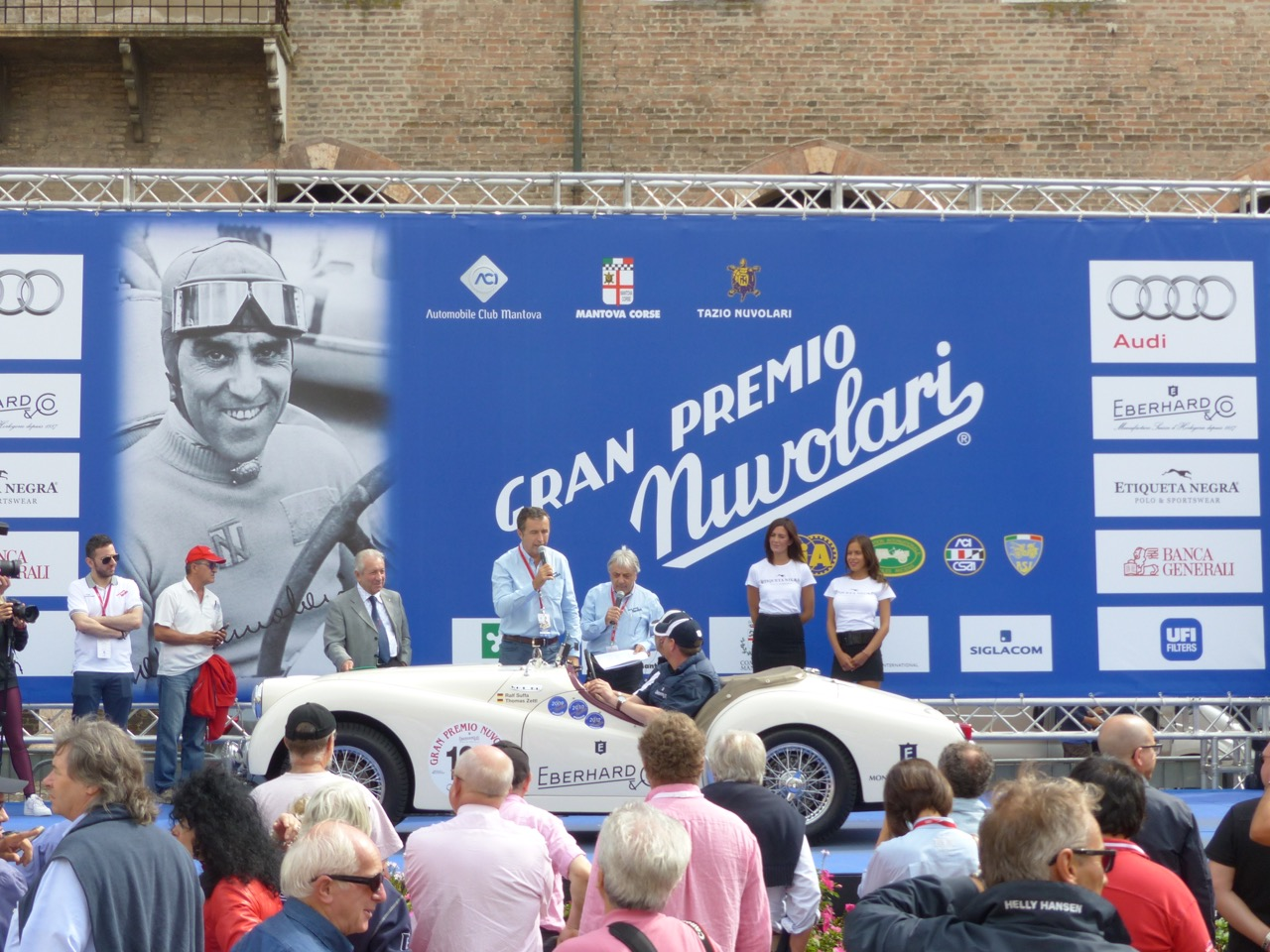
Nuvolari 2014 261

Die Mitglieder des Montuaner Mantova Corse (Motorsport Club) Luca Bergamaschi, Marco Marani, Fabio Novelle und Claudio Rossi hatten das Ziel, das viel zu kleine und unscheinbare Tazio-Nuvolari-Museum im Herzen Mantovas größer und dem Rennfahrer gerechter zu gestalten. Gemeinsam mit dem Schweizer Uhrenhersteller Eberhard & Co., der Tazio Nuvolari zu Ehren ein Uhrenmodell entwarf, wurde der Gran Premio Nuvolari im Jahr 1991 zum ersten Mal wieder gefahren.
Die jährlich veränderte Streckenführung mit Start und Ziel in Mantua beinhaltet sowohl historische Rennstrecken wie das Autodromo Imola als auch die Orte Rimini, Siena und Ferrara. 
Mittlerweile zählt die Veranstaltung und ihre Wertung zur italienischen Meisterschaft der Oldtimerrallye-Veranstaltungen. Beim Gran Premio Nuvolari messen sich heute die besten Teams der Welt, die sich auf Gleichmäßigkeitsrallyes mit Klassikern spezialisiert haben.
Teams aus 16 Nationen absolvieren mit ihren Oldtimern bis Baujahr 1969 insgesamt mehr als 70 Wertungsprüfungen auf 1.000 Kilometern. Hierbei kommt es in der Neuauflage der Veranstaltung nicht mehr ausschließlich auf Geschwindigkeit, sondern vielmehr auf die möglichst präzise Einhaltung der vorgegebenen Zeit für die jeweilige Etappe an.